# أنجيلو تاليا
أنجيلو تاليا هو لاعب كرة قدم إيطالي، ولد في 10 مارس 2003 في Naples, Italy ‏. لعب مع نادي بينيفينتو.

## وصلات خارجية
- أنجيلو تاليا على موقع قاعدة بيانات كرة القدم.إي يو (الإنجليزية)
- أنجيلو تاليا على موقع Soccerway.com (الإنجليزية)